# Gymnopetalum tubiflorum
Gymnopetalum tubiflorum là một loài thực vật có hoa trong họ Cucurbitaceae. Loài này được (Wight & Arn.) Cogn. mô tả khoa học đầu tiên năm 1881.